# Кожевников, Александр Иванович
Александр Иванович Кожевников (29 августа 1920 года, деревня Сухой Овраг, теперь Оршанского района Республики Марий Эл, Российская Федерация — 25 июня 1995, город Киев) — военный деятель, начальник Военной академии противовоздушной обороны Сухопутных войск имени Василевского, генерал-полковник артиллерии (5.05.1980). Член Ревизионной Комиссии КПУ в 1981—1986 г. Депутат Верховного Совета УССР 10-го созыва. Кандидат военных наук (1979).

## Биография
Родился в крестьянской семье.
В 1937 году окончил Кузнецовское педагогическое училище. В 1937—1939 гг. — учитель начальной школы села Сухой Овраг Мордовской АССР.
С 1939 г. — в Красной армии. В 1941 году окончил Горьковское военное училище зенитной артиллерии.
Участник Великой Отечественной войны с 1941 года. Служил командиром зенитной батареи, заместителем командира 1622-го артиллерийского полка ПВО 3-й Ударной армии, с 1944 года — начальником отдела Противовоздушной обороны Управления командующего артиллерией 3-й Ударной армии.
Член ВКП(б) с 1942 года.
В 1950 году окончил Военную академию имени Фрунзе. Находился на военно-командных должностях. В 1963—1969 гг. — начальник войск Противовоздушной обороны армии.
В 1969—1972 гг. — начальник войск Противовоздушной обороны Белорусского военного округа. В 1972—1977 гг. — начальник войск Противовоздушной обороны Группы советских войск в Германии.
В 1977—1983 гг. — начальник Военной академии Противовоздушной обороны Сухопутных войск имени Василевского в городе Киеве.
Потом — на пенсии в городе Киеве, где и умер. Похоронен в Киеве на Лукьяновском кладбище.

## Звание
- генерал-майор артиллерии (29.04.1970)
- генерал-лейтенант артиллерии (28.10.1976)
- генерал-полковник артиллерии (05.05.1980)
- генерал-полковник (26.04.1984)

## Награды
- два ордена Красного Знамени (3.11.1943, 25.11.1944)
- два ордена Отечественной войны i-го века. (18.05.1945, 6.04.1985)
- орден Красной Звезды
- орден «За службу Родине в Вооружённых Силах СССР» III-й степени. (1965)
- медали